# Johnathon Schaech
Johnathon Schaech (Edgewood (Maryland), 10 september 1969) is een Amerikaans acteur en scenarioschrijver. Hij werkt sinds het begin van de jaren negentig als acteur.

## Vroege leven
Johnathon Schaech werd in 1969 geboren in Edgewood, als zoon van een politieagent in Baltimore City en een personeelsfunctionaris. Hij heeft een zus.
Hij bezocht de Universiteit van Maryland in Baltimore, waar hij economie studeerde en acteerles volgde.

## Carrière
In 1989 tekende Schaech bij Wilhelmina West en speelde drie jaar lang bijrollen in films. Hij studeerde drieënhalf jaar bij acteerleraar Roy London tot de dood van Londen in 1993.

### 1991–2000
In 1993 speelde Schaech de hoofdrol in het historische drama Sparrow van Franco Zeffirelli. Schaech speelde toen zwerver Xavier Red in de Gregg Araki -film The Doom Generation. In 1995 was Schaech de tegenspeler van Winona Ryder in How to Make an American Quilt, dat een nominatie ontving voor de Screen Actors Guild Award for Outstanding Performance by a Cast in a Motion Picture. In 1996 speelde Schaech de ambitieuze maar egocentrische leadzanger van The Wonders in Tom Hanks' That Thing You Do!. Vervolgens speele hij tegenover Jessica Lange en Gwyneth Paltrow in de thriller Hush uit 1998, die een groot succes werd.
In 1996 stond hij op de cover van Vanity Fair's jaarlijkse "Hollywood"-uitgave.
In 1997 speelde Schaech in de Australische komedie Welcome to Woop Woop geregisseerd door Stephan Elliott. Schaech speelde een Britse militair en speelde in de speelfilm Woundings in 1998, waarvoor hij in 2001 de prijs voor beste mannelijke bijrol won op het New York International Independent Film & Video Festival. In 1998 portretteerde Schaech Harry Houdini in Houdini van TNT. Schaech werd niet alleen geprezen voor een overtuigende acteerprestatie, maar ook voor het zelf leren en uitvoeren van alle goocheltrucs en stunts. In 1999 verscheen Schaech met Harvey Keitel in Finding Graceland en in 1999 herenigde Schaech zich met Araki in Splendor, dat in première ging op het Sundance Film Festival in 1999. In 1999 speelde hij de love interest van Jennifer Love Hewitt in de Party of Five spin-off, Time of Your Life. In 2000 trad Schaech op in zijn eerste grote toneelstuk, David Rabes A Question for Mercy, waarin hij een in Colombia geboren homoseksuele man uit Manhattan speelde die stierf aan aids. Hij verloor 16 kilogram voor deze rol. In 2000 speelde Schaech een kleine rol in de komedie How To Kill Your Neighbor's Dog.

### 2001–2010
In 2001 speelde Schaech het titelpersonage in de ABC-televisiefilm Judas. In 2002 speelde hij de agent en detective Daniel Pruitt uit Seattle in de film Blood Crime. In 2005 speelde hij samen met zijn toenmalige vrouw Christina Applegate in Suzanne's Diary for Nicholas voor CBS. In 2006 speelde Schaech in Little Chenier. De film won de prijs voor beste film en beste ensemble op het filmfestival van Phoenix. In 2006 speelde hij samen met Heather Locklear in de Lifetime televisiefilm Angels Fall. In 2007 werd Schaech genomineerd voor een MTV-prijs voor beste schurk voor zijn optreden in Sony's remake van Prom Night. In 2009 speelde Schaech Captain Rezo Avaliani in de door Renny Harlin geregisseerde oorlogsfilm 5 Days of War. In 2009 speelde Schaech een gastrol in Cold Case, waarin hij Julian Bellows speelde, een goede man die een duister geheim bewaarde.

### 2011–heden
In 2013 speelde Schaech een Sovjet-politicus in de onderzeese thriller Phantom. Hij verscheen in vijf afleveringen van het eerste seizoen van de Showtime-serie Ray Donovan als een excentrieke filmster, Sean Walker, en speelde de Egyptische huurling Tarak in The Legend of Hercules, waarbij hij 14 kilo aan spieren bijkwam voor de rol. In 2014 speelde Schaech kolonel Sherman in de miniserie Texas Rising. Tussen 2016 en 2018 verscheen Schaech in de eerste drie seizoenen van de televisieserie Legends of Tomorrow als de premiejager Jonah Hex van DC Comics. Hij keerde terug in 2019 om de rol in het crossover- evenement Crisis on Infinite Earths opnieuw op zich te nemen. In 2016 nam Schaech de overvalfilm Marauders op, waarin hij een mogelijk corrupte agent speelde wiens vrouw stervende was aan kanker. De film zou in december 2020 de top twee van het Amerikaanse platform van Netflix halen. In 2018 verscheen Schaech in noir misdaaddrama The Night Clerk tegenover Ana de Armas. In 2018 speelde Schaech tegenover Frank Grillo in de actiefilm Reprisal. Jaren na de release haalde de film in oktober 2021 de top vijf van het Amerikaanse platform van Netflix.

## Schrijver
Schaech heeft samen met Richard Chizmar verschillende scenario's geschreven, waaronder Heroes (2002), Road House 2, gebaseerd op een verhaal van Miles Chapman, Masters of Horror The Washingtonians (Showtime, 2007), gebaseerd op een verhaal van Bentley Little en The Poker Club, gebaseerd op het verhaal van Ed Gorman. Ze hebben ook meegeschreven aan scenario's gebaseerd op verhalen van Peter Crowther (Fear Itself: Eater, NBC/AXN Sci-Fi, 2009), Lewis Shiner (Fear Itself: The Circle, NBC/AXN Sci-Fi, 2009) en Stephen King (Van een Buick 8 en Black House, beide in productie 2009).
Het boek van Schaech, Rick Dempsey's Caught Stealing: Unbelievable Stories From a Lifetime of Baseball, werd gepubliceerd in 2014.

## Privéleven
Halverwege de jaren negentig vergezelde Schaech vaak actrice Ellen DeGeneres naar openbare evenementen. Schaech zou verschijnen in de aflevering van Ellen uit 1997 waarin het personage van DeGeneres ook uit de kast kwam als homo, maar hij kon niet deelnemen aan de opnames.
Schaech trouwde in oktober 2001 met actrice Christina Applegate. In december 2005 vroeg hij een echtscheiding aan wegens meningsverschillen, die in augustus 2007 definitief werd.
Het volgende huwelijk van Schaech was op 4 juli 2010 met Jana Kramer, nadat ze hun verloving in december vorig jaar hadden aangekondigd, maar kondigden hun scheiding een maand later aan. Hun scheiding werd in juni 2011 afgerond.
In 2013 sprak Schaech op Capitol Hill over het belang van kunsteducatie.
Schaechs derde huwelijk was met Julie Solomon, in juli 2013. Ze hebben een zoon geboren in september 2013 en een dochter geboren in juli 2020.
Op 11 januari 2018 schreef Schaech een artikel in People Magazine, waarin hij stelde dat regisseur Franco Zeffirelli hem seksueel had misbruikt tijdens het filmen van Sparrow (1993). Schaech schreef dat de aanval zijn zelfvertrouwen aantastte en een trauma veroorzaakte dat leidde tot zijn verslaving aan seks, drugs en alcohol.
In 2019 nam Schaech deel aan het Rape, Abuse & Incest National Network (RAINN) PSA, "Won't Stay Quiet" als een slachtoffer van seksueel geweld.